# LIST
Pour les articles homonymes, voir List.
 (janvier 2016).
Si vous disposez d'ouvrages ou d'articles de référence ou si vous connaissez des sites web de qualité traitant du thème abordé ici, merci de compléter l'article en donnant les références utiles à sa vérifiabilité et en les liant à la section « Notes et références ».
LIST « Le journal des amateurs de programmation » est une revue d'informatique grand public dont le premier numéro fut publié en juillet-août 1984, et vendu au prix de 20 Francs. Un numéro était publié tous les deux mois, ou presque, puisqu'il était prévu d'éditer 10 numéros par an, avec deux « numéros doubles » en juillet-août et janvier-février.
L'équipe du journal était la même que celle de son prédécesseur l'Ordinateur de poche : éditeur Jean-Pierre Nizard, directeur des rédactions Bernard Savonet, et bien sûr rédacteur en chef Jean-Baptiste Comiti, que l'on retrouva plus tard à la rédaction de Soft & Micro, du groupe Exapublications. 
Après un an d'existence, LIST disparut avec son numéro 12 en septembre-octobre 1985. La rédaction du journal expliqua dans le dernier édito que la rentabilité n'avait pas été obtenue, faute de rentrées publicitaires et de recettes de ventes aux lecteurs.